# Tranvías de Madrid

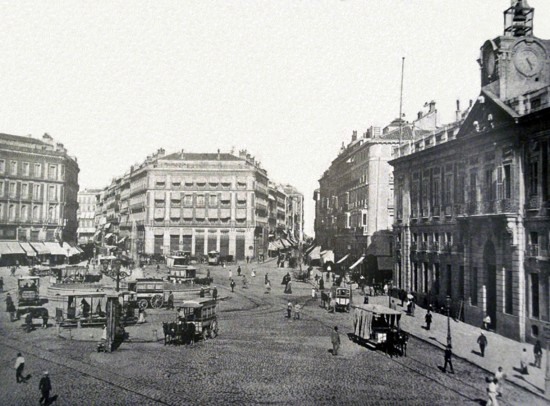
Tranvías de mulas circulando por la Puerta del Sol hacia 1885.

El tranvía de Madrid fue un medio de transporte que funcionó en la capital durante un periodo de cien años. En 1871 empezó a funcionar el primer tranvía de la España peninsular, en Madrid. En 1879, la línea de tranvía Madrid-Leganés empezó a funcionar con tracción de vapor y en 1899 funciona la primera línea electrificada. Su funcionamiento se prolongó durante un siglo hasta que, el 1 de junio de 1972, desaparecieron las últimas líneas.

## Inauguración

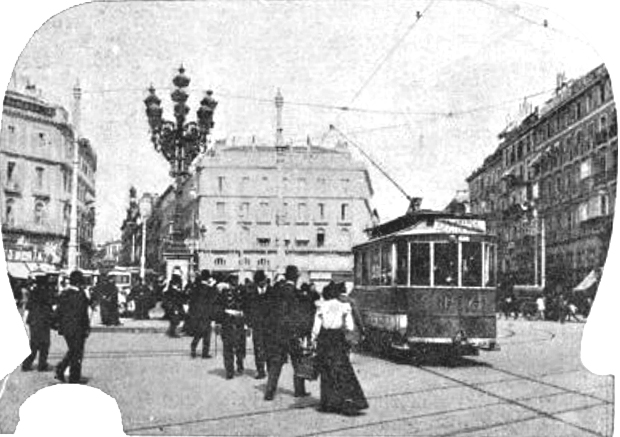
Tranvía eléctrico madrileño a principios del.

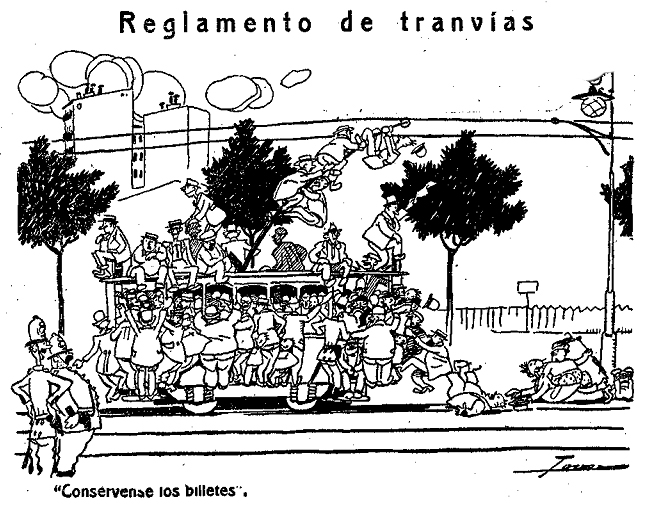
Viñeta de Manuel Tovar, en 1920.

El 31 de mayo de 1871 se inauguraba el servicio de tranvías de Madrid con coches arrastrados por mulas. La celebración se encargó al restaurante Lhardy. La línea nacía en la calle de Serrano, por la calle de Alcalá llegaba a la Puerta del Sol y seguía hasta el barrio de Pozas. Disponía de 24 coches, cada uno de los cuales costó 2000 pesetas, y de 120 caballerías. Cada coche tenía capacidad para 24 pasajeros, 16 en el interior y 8 en la imperial, al descubierto.
En 1874 se añadió otra línea a la Plaza Mayor que se prolongó hasta los Carabancheles. El servicio se extendió rápidamente y se construyeron líneas a los mercados y estaciones (por las noches, las líneas funcionaban con coches de carga), a Leganés (que, en 1879, fue la primera en funcionar con tracción a vapor), al hipódromo de la Castellana, a Guindalera y a Prosperidad, entre otros. El año 1899 empiezan a funcionar los tranvías eléctricos. Cada coche costó entonces 18 000 pesetas.

## Compañías

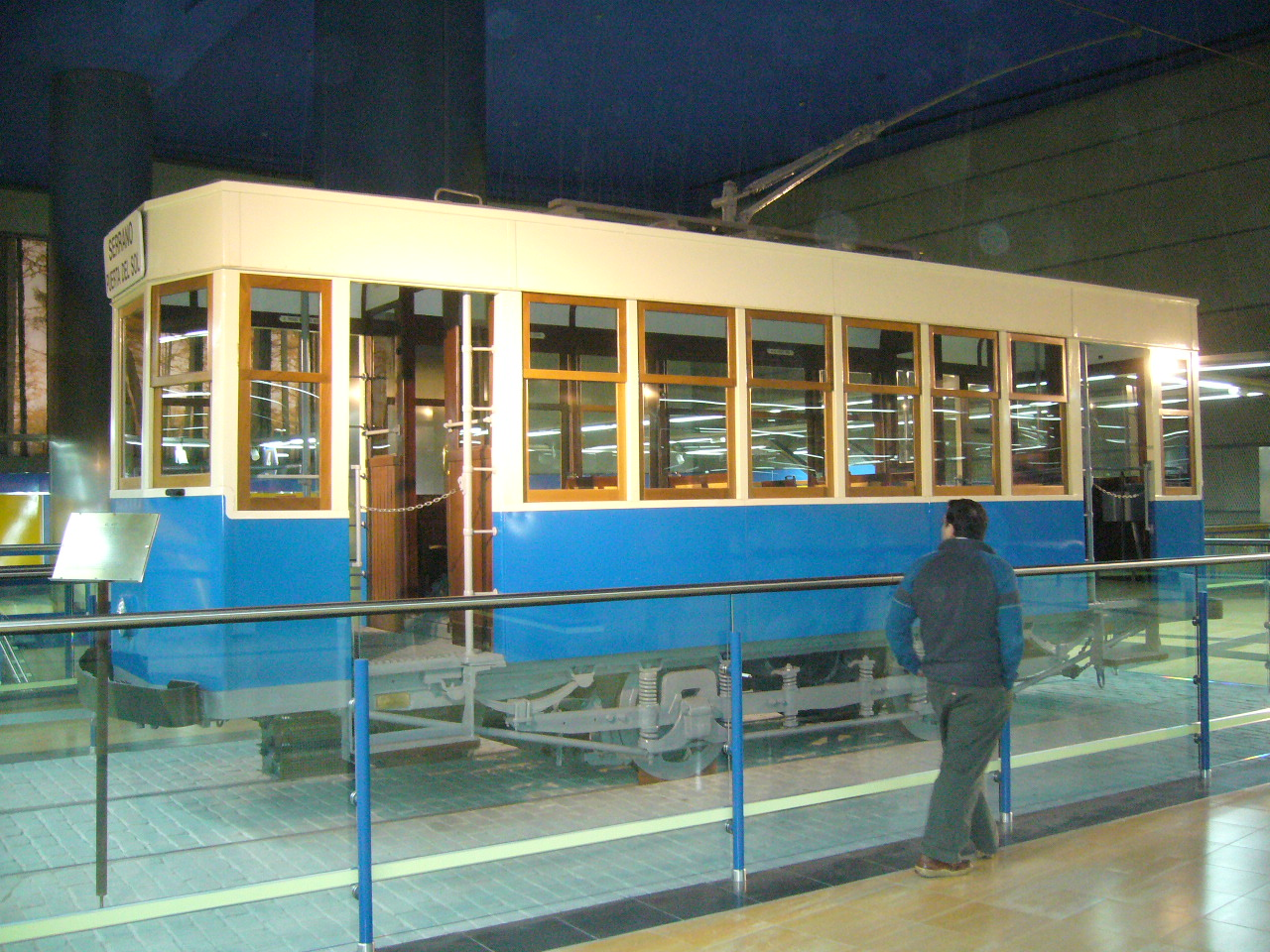
Antiguo tranvía de Madrid en exposición.

El servicio lo explotaban entre seis compañías (la Red Inglesa formada por: Tranvía de Madrid, Tranvía de Castellana e Hipódromo y Tranvía de Claudio Coello a Ferraz; el Tranvía de Estaciones y mercados; la Compañía de los Tranvías del Norte de Madrid; la Compañía General de Tranvías y Tranvía del Este y la Compañía Madrileña de Urbanización; todas con vía de 1435 mm de ancho (ancho internacional o ancho UIC) y la Compañía Eléctrica Madrileña de Tracción con vía de 1000 mm de ancho (ancho métrico) de las que cinco se fundieron en 1920, en la Sociedad Madrileña de Tranvías, que en 1933 creó una empresa mixta con el Ayuntamiento para la explotación del servicio
Quedó fuera de la fusión y posterior empresa mixta, la Compañía Madrileña de Urbanización, creada por Arturo Soria, con la línea que daba servicio a la Ciudad Lineal, construida por dicha compañía, línea que acabó siendo absorbida en 1951 por la Empresa Municipal de Transportes (EMT).
Los coches de la Compañía Eléctrica Madrileña de Tracción estaban pintados de color encarnado y los madrileños de la época los llamaban "Cangrejos".

## Declive

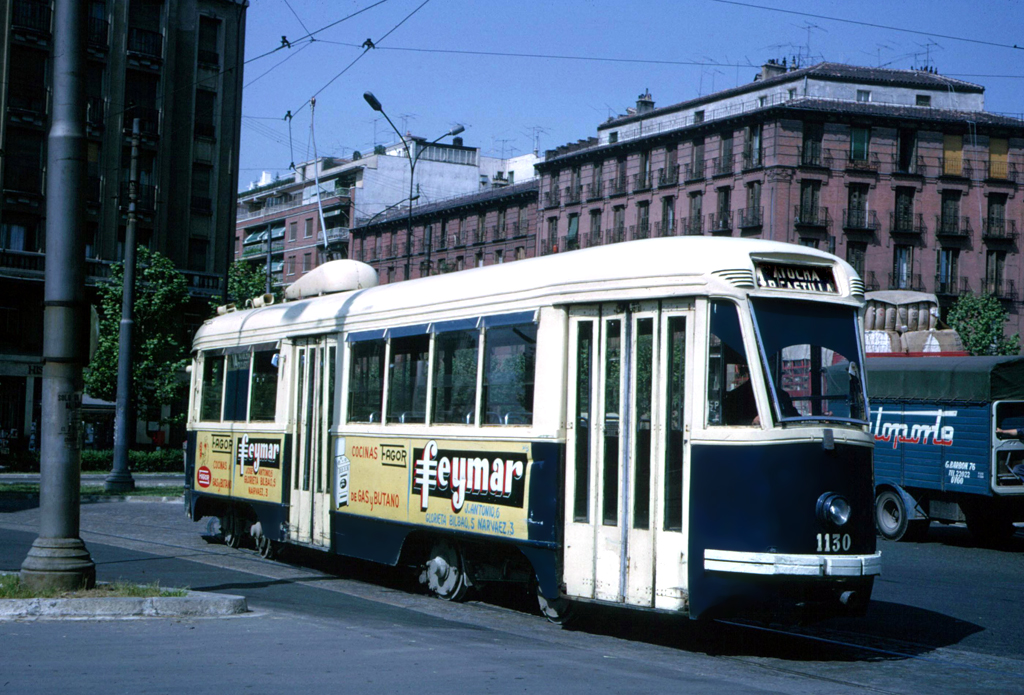
Tranvía FIAT de la serie 1000, último modelo que funcionó en Madrid hasta 1972.

En el año 1933 el consorcio pone a funcionar las primeras líneas de autobuses urbanos, que poco a poco van sustituyendo líneas de tranvía. A poco de acabar la guerra se empiezan utilizar tranvías de la serie 1000 (coches largos, con bojes giratorios, de marca FIAT, fabricados por CAF) y en 1971 quedaban todavía circulando 60 coches de esa llamada serie 1.000, en cuatro líneas:
- 70, Ciudad Lineal, desde San Blas, hasta Plaza de Castilla
- 73, Estrecho - Peñagrande
- 77, Pueblo Nuevo (Ciudad Lineal) - Pegaso
- 78, Estrecho - Fuencarral, pasando por Plaza de Castilla

A partir de este año se van desmontando estas líneas y desaparecen finalmente el 1 de junio de 1972.

## Renacimiento

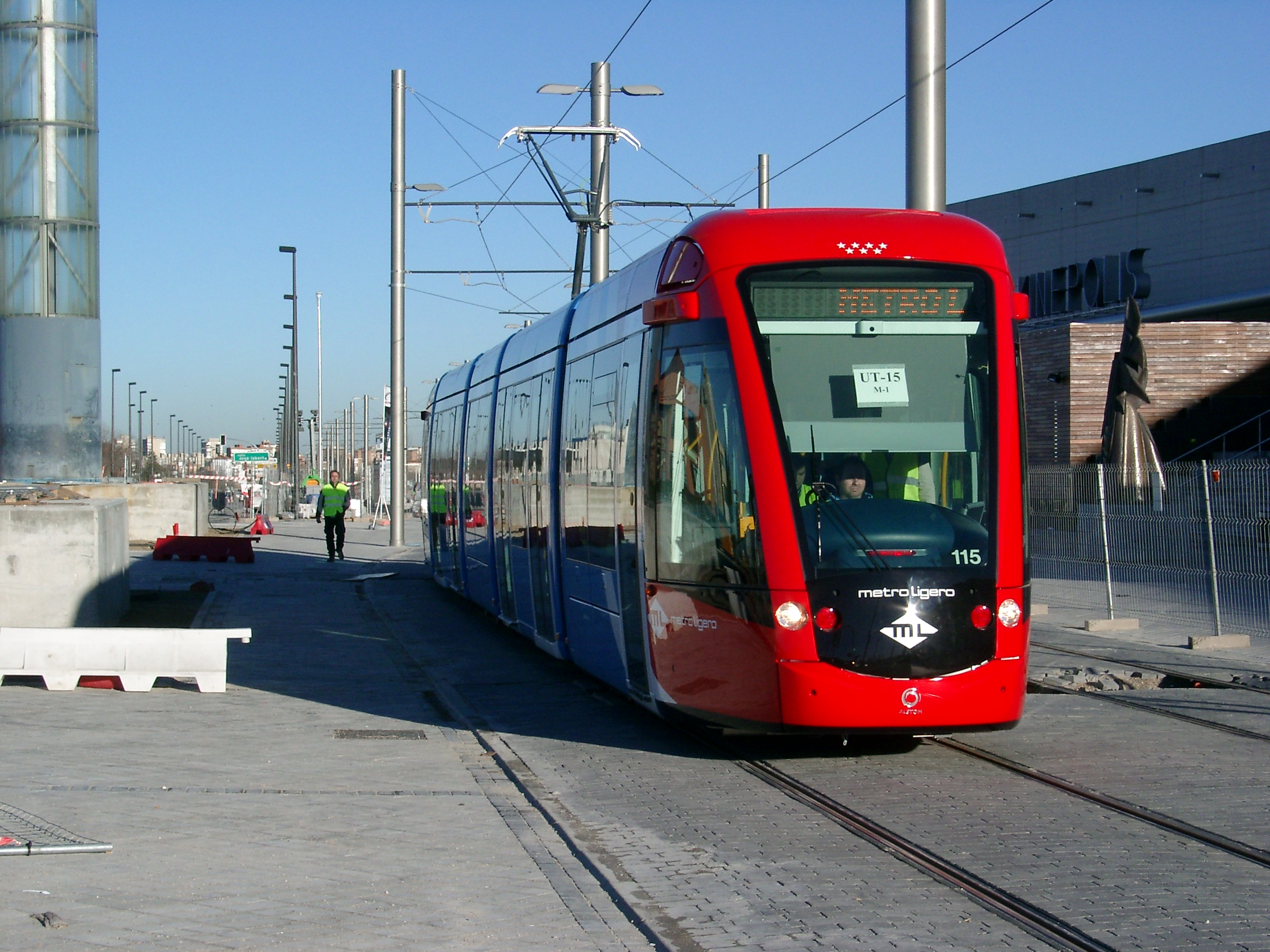
Metro ligero en Ciudad del Cine, Madrid.

Como en muchas otras ciudades de Europa, en Madrid se ha producido un renacimiento de los tranvías como medio eficaz de movilidad urbana. Desde finales de la década de 1990 hubo planes y proyectos de restituir en la ciudad este medio de transporte.  Finalmente, en 2007, se inauguró el Tranvía de Parla, con una línea de 8,3 kilómetros de longitud.
En la periferia de Madrid se inauguraron, en el mismo año, tres líneas de tranvía con el nombre de Metro Ligero. La red tiene una longitud de 27,774 km y 36 estaciones. Los trenes utilizados alcanzan velocidades de 70 km/h, y una capacidad para 54 personas sentadas más 132 de pie.